# Hans Isaksson (ishockeymålvakt)
Hans Isaksson, född 25 maj 1925, död 24 november 2001, var en svensk ishockeymålvakt. Han spelade för Sveriges herrlandslag i ishockey i två internationella turneringar, blev världsmästare i ishockey 1953 samt erövrade VM-brons 1954; totalt spelade han 53 landskamper för Sverige. Han vann SM-guld för Gävle GIK 1957. Han är Stor grabb nummer 40 i ishockey. Isaksson avled 2001. 